# Душко Кулиш
Душко Кулиш (Крешево, 7. фебруар 1960) југословенски и хрватски је певач народне музике, текстописац и композитор.

## Биографија
Рођен је 7. фебруара 1960. године у Крешеву. Од старијег брата наследио је хармонику и тако је почело стварање једне каријере. Већ у основној школи свирао је на приредбама, а у осмом разреду свирао и на Нову годину у локалном хотелу. Због немогућности његових родитеља да га финансирају, није му се остварила жеља да упише средњу музичку школу у Сарајеву. Похађао је у гимназију у Кисељаку и свирао у забавњачкој групи Феникси клавијатуре и помало певао и писао песме. Негде на крају средњошколских дана упознао је Сеју Питића и захваљујући том пријатељству ушао у свет народне песме, староградске и романсе. По завршетку гимназије уписао је факултет Германистике на Филозофији у Сарајеву. Ту захваљујући чињеници да му је брат Драган свирао у народном оркестру РТ Сарајево, упознао је кључне људе као што су Благоје Кошанин, Харис Џиновић, Васко Покрајчић, Мирсад Ибрић, Слободан Видовић, Омер Побрић и други. Прошао је аудицију на РТ Сарајево, те за архив снимио 20-ак снимака песама, а на песмама Не клепећи нанулама и Још не свиће рујна зора клавир му је свирао Исмет Алајбеговић Шербо.
„Илиџа” фестивал је у то време био мерило вредности на простору бивше државе. Душко је као дебитант певао песму Срели смо се кад лишће зажути и освојио награду за дебитанта године и награду стручног жирија. Следећа „Илиџа” је била пресудна. Наступио је са песмом Хариса Џиновића Ти мени лажеш све. Душко и песма доживели су невиђену популарност. Због тог успеха „Југотон” јер дао прилику младом извођачу за снимање првог албума. Песме за тај албум писали су Благоје Кошанин (Нису моје године за тебе), Харис Џиновић (Ти мени лажеш све, Хладно је, угриј ме) и Нусрет Радончић. Други албум обележила је песма Благоја Кошанина и Јосипа Слишка (Без тебе је горко вино). На трећем албуму је највећи хит ауторска песма „Сузо моја Сузана“ а те године је проглашена и песмом године.
Тадашња Душкова девојка Ива преселила се из Сарајева у Сплит, а Душко је дошао за њом у Далмацију 1993. године. Иако свестан да медији у Хрватској не уважавају његов уметнички рад одлучио је да остане у Сплиту. Ива и Душко венчали су се 1995. године. Син Марко је рођен 1996. године, а кћер Ена годину после.
У годинама после рата са сплитским аранжером Ивом Лесићем снимио је албум Имаш ли душу. Песма Још ми није четрдесета коју је написао ноћ пре 40. рођендана постала је велики хит. Не могавши да направи добар бенд (није било у близини добрих свирача) вратио се клавијатури. Певао је по дискотекама и дословце направио невиђен посао са народњацима у Хрватској, БиХ и дијаспори. Ту се родила идеја за снимање миксева. Кроација рекордс оборила је све рекорде продаје са Мегамиксом, Супер мегамиксом и Мегамиксом 2004. О коликој се популарности радило говори податак да у Загребу и околици у то време на концертима Душка Кулиша за мање од пола године број посетилаца био је већи од 50 000. На концерту у Сплиту било је преко 15 000 људи. За БН мјузик снимио је албум Није срце на продају, а већ идуће године изашао је сингл Сарајево.

## Дискографија
- 1983 — Нису моје године за тебе
- 1985 — Приђи ми ближе
- 1987 — Немирна љубав
- 1988 — Како ћу без тебе
- 1990 — Ако једном пожелиш да одеш
- 1994 — Не зови ме у зору
- 1995 — Кажи небо
- 1996 — Не палите замном свијећу
- 1999 — Имаш ли душу
- 2000 — Мегамикс
- 2001 — Супер мегамикс
- 2003 — Умри мушки
- 2004 — Мегамикс 2004
- 2005 — Откопчано-закопчано
- 2008 — Ето питај пола града
- 2009 — Није срце на продају[2]

## Фестивали
- 1982. Илиџа — Љубав нашу однијело је море / Срели смо се кад лишће зажути, прва награда за текст и награда Еуреке
- 1983. Илиџа — Ти мени лажеш све
- 1985. Фестивал народне музике Сарајево — Крчмарице, лијепа Јано
- 1986. Вогошћа, Сарајево — Задњи гост
- 1987. Вогошћа, Сарајево — Слатка тајна
- 1988. Посело године - Јелена / Како ћу без тебе
- 1988. Вогошћа, Сарајево — Цигани, стари другови
- 1990. Вогошћа, Сарајево — Што ме тако изневјери
- 2005. Хрватски радијски фестивал — Гдје смо ми
- 2008. Илиџа — Ти мени лажеш све (Вече легенди фестивала)
- 2012. Илиџа — Ти мени лажеш све (Гост ревијалног дела фестивала)
- 2024. Илиџа — Сарајево моје  (Ревијално вече фестивала Златни микрофон)